# Suppeneinlage
Als Suppeneinlagen bezeichnet man Bestandteile von Suppen und Eintöpfen, die nach dem Garprozess als Ergänzung und Aufwertung des Geschmacks und Nährwerts zugefügt werden. Grundsätzlich sind die Suppeneinlagen bereits verzehrfertig und werden nur noch mit dem Gericht erwärmt.
Prinzipiell unterscheidet man die Suppeneinlagen in folgenden vier Gruppen:
- Gemüse und Pilze
  - Blumenkohl, Paprika, Spargel, Tomate
  - Wurzelgemüse: Kartoffeln, Karotten, Sellerie, Lauch
  - Pilze: Champignons, Trüffel

- Getreide und Backwaren
  - Backerbsen, Biskuit, Brandmasse
  - Croûtons und Scheiben von Weißbrot
  - Eierkuchen wie Flädle (als Garnitur Céléstine genannt)
  - Graupen und Grieß
  - Reis und Teigwaren
  - Suppenteig
- Klößchen bzw. Knödel aus:
  - Fisch und Fleisch
  - Leber und Mark
  - Grieß
- Strudel
  - Fleischstrudel, Lungenstrudel

Daneben werden Eierstich oder Wurst in verschiedenen Formen als Suppeneinlage verwendet.